# Новобалтачево (Чекмагушевский район)
Новобалтачево (баш. Яңы Балтас) — село в Чекмагушевском районе Республики Башкортостан Российской Федерации. Центр Новобалтачевского сельсовета.

## География

### Географическое положение
Расстояние до:
- районного центра (Чекмагуш): 16 км,
- ближайшей ж/д станции (Буздяк): 74 км.

## История
В «Списке населенных мест по сведениям 1870 года», изданном в 1877 году, населённый пункт упомянут как деревня Новая Балтачева 4-го стана Белебеевского уезда Уфимской губернии. Располагалась при речке Базе, по левую сторону просёлочной дороги из Белебея в Бирск, в 120 верстах от уездного города Белебея и в 27 верстах от становой квартиры в деревне Курачева. В деревне, в 64 дворах жили 396 человек (189 мужчин и 207 женщин, татары), была мечеть. Жители занимались пчеловодством.

## Население
| 2002 | 2009 | 2010 |
| ---- | ---- | ---- |
| 749  | ↗798 | ↗820 |

Национальный состав
Согласно переписи 2002 года, преобладающие национальности — татары (65 %), башкиры (27 %).

## Религия
В селе есть мечеть имени Фарида.

## Известные уроженцы, жители
- Галимарданов, Марсел Магфурович — российский политик, депутат Государственной Думы шестого созыва.